# كارلوس ألفيس
كارلوس ألفيس (6 فبراير 1988 بأويرس في البرتغال - ) هو لاعب كرة قدم برتغالي في مركز الدفاع. شارك مع منتخب البرتغال تحت 16 سنة لكرة القدم ومنتخب البرتغال تحت 17 سنة لكرة القدم ومنتخب البرتغال تحت 18 سنة لكرة القدم ومنتخب البرتغال تحت 19 سنة لكرة القدم ومنتخب البرتغال تحت 20 سنة لكرة القدم ومنتخب البرتغال تحت 21 سنة لكرة القدم. أما مع النوادي، فقد لعب مع أتليتيكو كلوب دي برتغال ونادي بيلينينسش وS.U. 1º Dezembro ‏ وأورينتال دي لشبونة ‏ وC.D. Montijo ‏.

## روابط خارجية
- كارلوس ألفيس على موقع قاعدة بيانات كرة القدم.إي يو (الإنجليزية)
- كارلوس ألفيس على موقع Soccerway.com (الإنجليزية)